# 鄭仁弘
鄭仁弘（：／，1535年—1623年），字德遠，號來庵，朝鮮王朝中期的文臣及政治人，性理學者和朝鮮之役時朝鮮的義兵將。他在東人·北人黨的創黨黨員和大北黨的領導人物，朝鮮后期的山林學門政治的創始者。

## 著作
- 來庵集

## 外部連結
- 鄭仁弘[永久] 
- 鄭仁弘 
- 鄭仁弘:Navercast （页面存档备份，存于） 